# Castlevania
Castlevania (jap. 悪魔城ドラキュラ, Akumajō Dorakyura, dosł. Demoniczny zamek Drakuli) – komputerowa gra platformowa wydana przez Konami w Japonii 26 września 1986 na konsolę Famicom, a następnie przeniesiona na kartridż i wydana w Ameryce Północnej na NES 1 maja 1987. Gra pojawiła się także na NES Classic Edition.
Jest to pierwsza gra z serii, ale dopiero siódma pod względem chronologii wydarzeń.

## Fabuła
Rok 1691. W Transylwanii od stu lat panuje spokój. Wieśniacy i mieszkańcy miasteczek zaczynają zapominać o czasach, kiedy zło panoszyło się po ulicach, a umarli chodzili wśród żywych. Niektórzy pamiętają jednak, że hrabia Drakula powraca co sto lat, sprowadzając nowe piekielne oddziały. Gdy Książę Ciemności powraca do swojego zamku, wzywa swoich sługusów, aby pomogli mu podbić świat ludzi.
Bohaterem, który stanie do walki z Drakulą, będzie Simon, potomek rodu Belmont. Uzbrojony w legendarny bicz zwany Pogromcą Wampirów wyrusza do zamku, aby raz na zawsze pozbyć się Drakuli.

## Muzyka
W grze pojawiło się wiele utworów, które w późniejszym czasie wykorzystywano w kolejnych grach z serii. Najsłynniejsza melodia to Vampire Killer, prawdopodobnie dlatego, że odtwarzana jest już w pierwszej planszy. Oprócz tego do kanonu wpisały się inne utwory, takie jak Stalker, Wicked Child, czy Heart of Fire.

## Adaptacja filmowa
W 2005 roku pojawiły się informacje o planowanej adaptacji gry, której scenarzystą miał zostać Paul W.S. Anderson. Prace nad filmem początkowo zostały wstrzymane przez strajk scenarzystów, później prace nad adaptacją utrudniło przejęcie odpowiedzialnego za nią studia. Ostatecznie w maju 2009 roku oficjalnie anulowano projekt ze względu na niemożność znalezienia reżysera na miejsce Sylvaina White’a, który zrezygnował z reżyserowania projektu. Jednak w czerwcu 2009 roku, reżyser serii filmów Piła, James Wan, zgłosił chęć wyreżyserowania filmu.